# Paul Allen
Paul Gardner Allen (Seattle, Washington, SAD, 21. siječnja 1953. – Seattle, 15. listopada 2018.) bio je američki poslovni tajkun, investitor i filantrop. Bio je poznat po tome što je 1975. zajedno s prijateljem iz djetinjstva Billom Gatesom osnovao tvrtku Microsoft, što je pomoglo pokrenuti mikroračunalnu revoluciju 1970-ih i 1980-ih, što je kasnije Microsoft učinilo najvećom svjetskom softverskom tvrtkom za osobna računala. 2018. godine prema Forbesu Allen je bio kao 44. najbogatija osoba na svijetu, s procjenom neto vrijednosti od $20,3 milijarde dolara u trenutku njegove smrti.
Allen je napustio aktivno poslovanje u Microsoftu početkom 1983. nakon dijagnoze Hodgkinovog limfoma, ali je ostao u upravnom odboru kao zamjenik predsjednika. On i njegova sestra Jody Allen osnovali su 1986. Vulcan Inc., privatnu tvrtku koja je upravljala njegovim raznim poslovnim i filantropskim naporima. Imao je portfolio ulaganja vrijednih više milijardi dolara, uključujući tehnološke i medijske tvrtke, znanstvena istraživanja, posjede s nekretninama, privatne svemirske letove i udjele u drugim sektorima. Posjedovao je Seattle Seahawks iz Nacionalne nogometne lige i Portland Trail Blazersa Nacionalnog košarkaškog saveza a bio je i suvlasnik Seattle Sounders FC-a iz Major League Soccera. 2000. godine dao je ostavku na mjesto u upravnom odboru Microsofta i preuzeo mjesto višeg savjetnika za strategiju upravnog tima tvrtke.
Dao je više od 2 milijardi dolara za obrazovanje, zaštitu divljih životinja i okoliša, umjetnost, zdravstvo, komunalne usluge i još mnogo toga. 2004. financirao je prvi privatni svemirski zrakoplov s posadom s SpaceShipOneom
 Dobitnik je brojnih nagrada i priznanja u nekoliko različitih profesija te je uvršten među Time 100 najutjecajnijih ljudi na svijetu u 2007. i 2008. Allenu je dijagnosticiran Ne-Hodgkinov limfom 2009. godine. Preminuo je od septičnog šoka povezanog s rakom 15. listopada 2018.

## Rani život
Allen je rođen 21. siječnja 1953. godine u Seattlu u državi Washington, u obitelji Kenneth Sam Allen i Edna Faye (rođena Gardner) Allen. Pohađao je Lakeside School, privatnu školu u Seattlu, gdje se sprijateljio s Billom Gatesom, s kojim je dijelio entuzijazam za računala, a oni su koristili Lakesideov terminal Teletype kako bi razvili svoje vještine programiranja na nekoliko računalnih sustava koji dijele vrijeme. Također su koristili laboratorij Odjela za računalne znanosti Sveučilišta Washington, radeći osobna istraživanja i računalno programiranje; zabranjen im je rad u laboratoriju 1971. godine zbog zlouporabe njihovih privilegija.
Gates i Allen udružili su se s Ricom Weilandom i Gatesovim najboljim prijateljem i prvim suradnikom iz djetinjstva, Kentom Evansom, kako bi osnovali Lakeside Programming Club i pronašli bugove u softveru Computer Center Corporation, u zamjenu za dodatno vrijeme za korištenje računala. 1972., nakon Evansove iznenadne smrti zbog nesreće u penjanju na planine, Gates se obratio Allenu za pomoć u dovršavanju automatiziranog sustava cijelog postupka rasporeda razreda u Lakesideu. [21] Zatim su formirali Traf-O-Data kako bi izradili brojače prometa na temelju procesora Intel 8008. Prema Allenu, on i Gates bi u tinejdžerskim godinama išli "roniti u kontejnere" tražeći računalni programski kod.
Allen je postigao savršen SAT rezultat 1600 i otišao na državno sveučilište Washington, gdje se pridružio bratstvu Phi Kappa Theta. Napustio je fakultet nakon dvije godine da bi radio kao programer za Honeywell u Bostonu blizu Sveučilišta Harvard gdje je Gates upisan.  Allen je uvjerio Gatesa da napusti Harvard kako bi stvorio Microsoft.